# کورنی پوینت، استرالیای جنوبی
کورنی پوینت (به انگلیسی: Corny Point) یک شهرک در استرالیا است که در استرالیای جنوبی واقع شده‌است.